# Good Vibrations (série télévisée)
Pour les articles homonymes, voir Good Vibrations (homonymie).
Good Vibrations  (Brief Encounters) est une série télévisée britannique en six épisodes, d'après Good Vibrations: The True Story of Ann Summers de Jacqueline Gold.

## Synopsis
Dans l’Angleterre de 1982, cinq habitantes de Sheffield deviennent amies en vendant à domicile lingerie et sex-toys, au grand dam de leurs proches.

## Fiche technique
- Titre original : Good Vibrations
- Création : Oriane Messina (en) et Fay Rusling (en)
- Réalisation : Joss Agnew, Marek Losey (en) et Jill Robertson
- Scénario :  Oriane Messina (en) et Fay Rusling (en)
- Musique : Mark Thomas
- Pays d'origine :  Royaume-Uni
- Langue originale : anglais
- Genre : Comédie dramatique

## Distribution
- Sophie Rundle : Steph
- Angela Griffin (en) : Nita
- Sharon Rooney : Dawn
- Penelope Wilton : Pauline
- Peter Wight : Brian
- Karl Davies (en) : Terry
- Ben Bailey Smith (en) : Johnny Daniels
- Will Merrick : Russell
- Don Gilet : Kieren
- Chloe Pirrie : Hellie
- Pippa Haywood : Bunny
- Theo Graham : Richie
- Felicity Montagu (en) : Joan
- Kent Riley : Barry
- Daniel Sharp : Dean
- Fin Campbell : Stanley
- Samuel Edward-Cook (en) : Dougie
- Gina Bramhill (en) : Lisa